# Óblast d'Ivano-Frankivsk
L'óblast d'Ivano-Frankivsk és una óblast (província) d'Ucraïna oriental. La capital és la bonica ciutat d'Ivano-Frankivsk (Іва́но-Франкі́вськ), un petit centre cultural del país, abans del 1962 coneguda com a Stanislàviv (Станисла́вів), o també Stanislav (Станісла́в), però reanomenat en honor del poeta ucraïnès Ivan Frankó (nom complet: Іва́н Я́кович Франко́, transcrit: Ivan Iàkovitx Frankò, 1856-1916). Aquesta óblast forma part de la regió històrica medieval de Halytxynà (Galítsia).

## Geografia

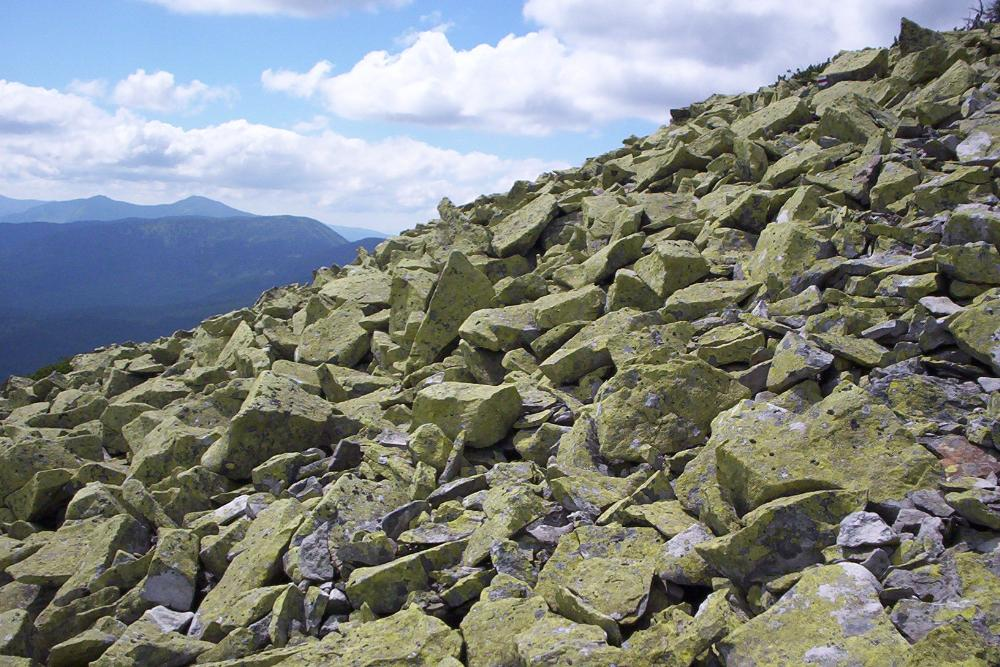
Un "gorgan" o cim-tartera a les muntanyes Gorgani, dels Carpats

Limita amb la província de Lviv al nord, la de Khmelnitski a l'est, la de Txernivtsí al sud, i la província de Zakarpàttia (Transcarpàcia) per l'oest. A la punta més meridional, els límits de l'óblast formen també la frontera entre Ucraïna i la República de Romania per un tram de 50 km. La frontera amb Transcarpàcia, que segueix els Carpats, fou la frontera amb Hongria i Txecoslovàquia durant un segle fins al 1945.

### Relleu
L'óblast d'Ivano-Frankivsk es pot dividir en tres regions diferenciades: plana ondulada, els Precarpats i els Carpats. Al sud i oest, hi ha els Carpats, que ocupen gairebé la meitat de la superfície de l'óblast. Es poden dividir entre els massissos o sistemes de les muntanyes Gorgani o Gorgans (Ґорґа́ни, on el pic més alt és el Mont Syvúlia, amb 1818 m), les Hryniava (Гринява) i les Txyvtxyny (Чивчини), i les Txornohora (Чорногора, "Muntanyes Negres"), on es troba el pic més alt d'Ucraïna, el Mont Hoverla, amb 2061 metres. El nom de les muntanyes Gorgani prové de la paraula per un cim cobert per una tartera, etimològicament relacionat amb la paraula "kurgan", túmul. La regió premuntanenca, és a dir els Precarpats (Прикарпа́ття, Prykarpàttia) és una regió rica en boscos. Es considera que 10% dels recursos forestals del país es troben a aquesta óblast.

### Hidrografia

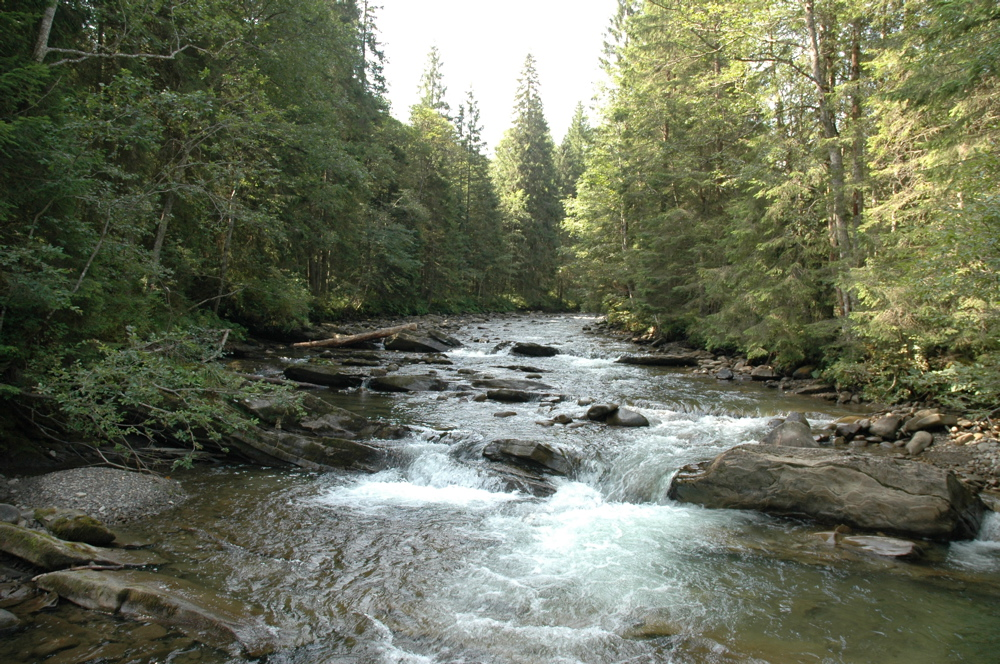
El Prut prop del Mont Hoverla

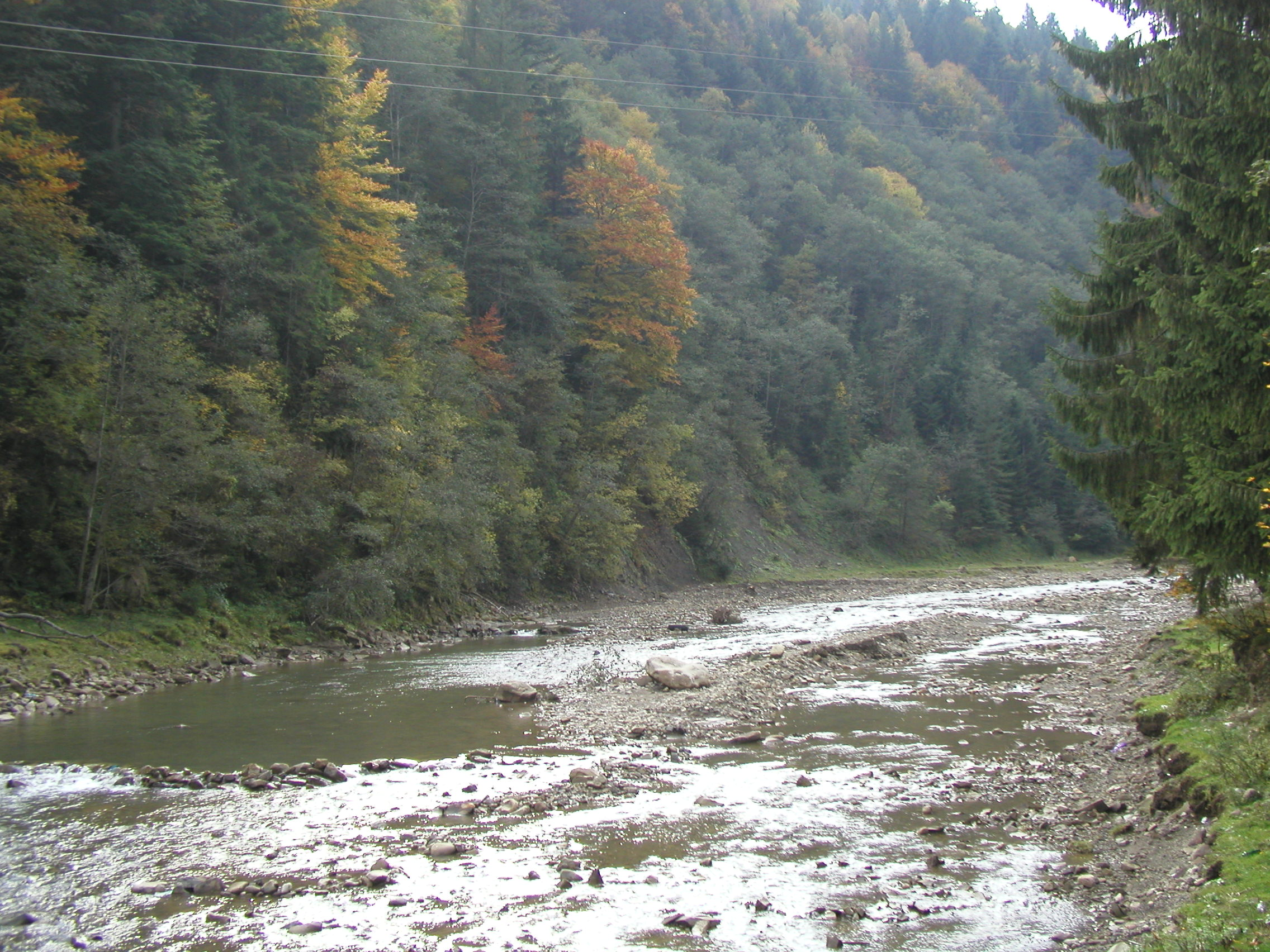
El Prut prop del poble de Tatàriv, a l'óblast d'Ivano-Frankivsk

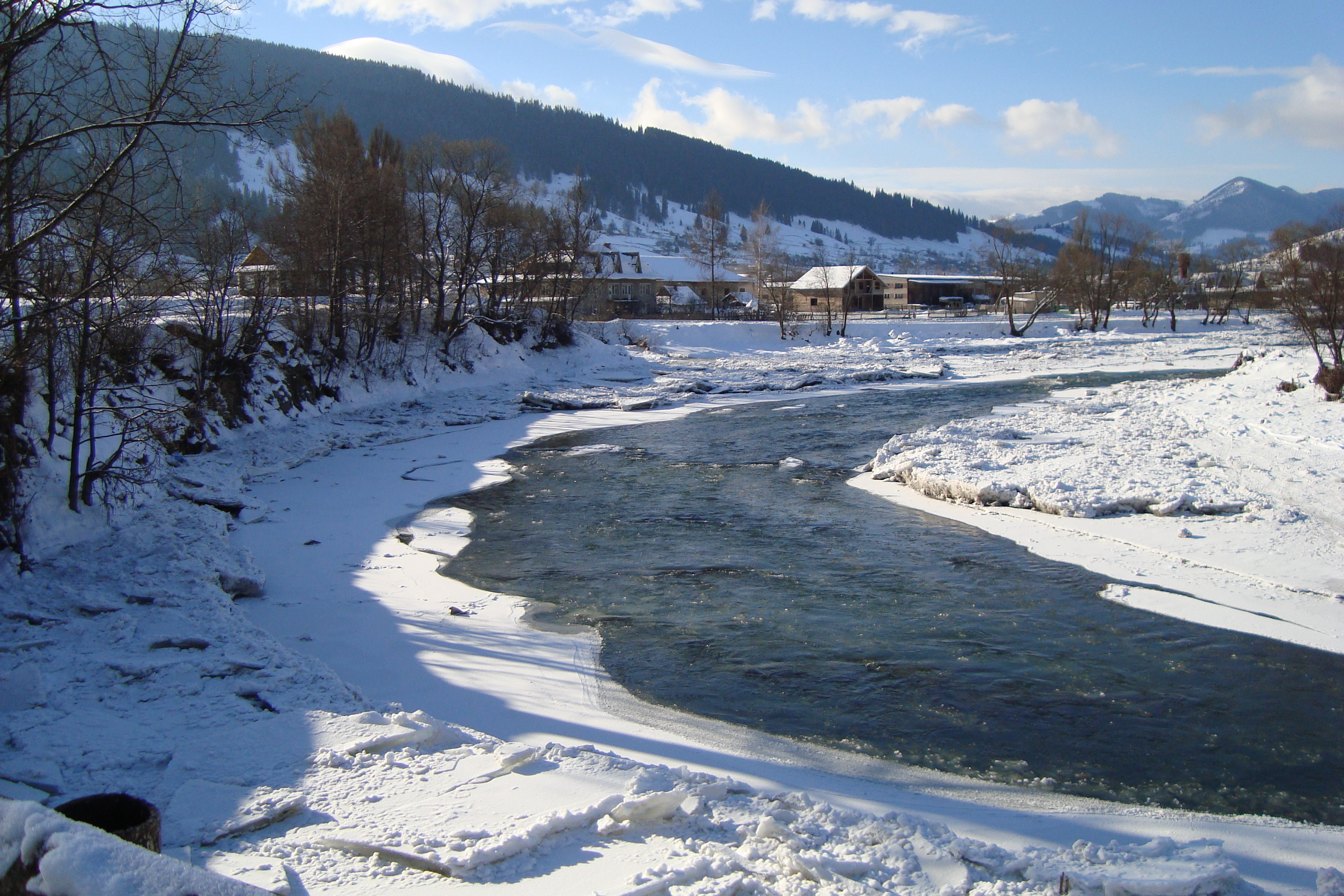
El Txeremoix Negre al seu pas pel poble de Verkhovyna (Верховина)

#### Rius principals
- Dnièster (1.362 km), neix a Ucraïna i passa per Moldàvia abans de tornar a entrar a Ucraïna per desembocar al seu líman de la Mar Negra.
  - Svitxa (Свіча, 107 km), afluent dret del Dnièster, neix als Carpats a l'óblast de Lviv i irriga els Precarpats
    - Myzunka, també Mizunka (Мизу́нка, Мізу́нька, 51 km), afluent del Svitxa que neix als Carpats

  - Tlumatx, Tlumatxyk (Тлумач, Тлумачик, 35 km), neix a la confluència del Dustriv (Дустрів) i el Solonyk (Солоник) prop de la ciutat de Tlumatx, i entra al Dnièster al poble de Nýjniv (Нижнів), al mateix óblast d'Ivano-Frankivsk.
  - Bystrýtsia (Бистри́ця, 17 km), afluent dret del Dnièster, neix al poble de Vovtxynets (Вовчинець), de la confluència de tres rius, el més llarg, el Bystrýtsia Nadvirnianska (Бистриця Надвірнянська), de 94 km, i el segon més llarg, el Bystrýtsia Solotvynska (Бистриця Солотвинська), de 82 km, i el tercer, el Vorona.
  - Hnylà Lypa (Гнила́ Ли́па, "Til·ler Podrit" o "Tell Podrit", 87 km), tributari esquerre del Dnièster, neix al poble de Lypivstsi (Липівці), a l'óblast de Lviv, i passa per l'óblast d'Ivano-Frankivsk, per les seves ciutats de Rohatýn, .
  - Sukill (Сукіль), tributari del Svitxa (Свіча, 107 km), que és un afluent dret del Dnièster.
- riu Prut (967 km, 272 dins d'Ucraïna), afluent esquerre del Danubi, neix als Carpats d'Ucraïna i passa també per Romania i Moldàvia.
  - Rýbnystia (Ри́бниця, 56 km), afluent dret del Prut, passa per la ciutat de Kóssiv.
  - Txerémoix (Чере́мош, 80 km, amb el Txerémoix Negre, 167 km), neix de la confluència del Txerémoix Negre amb el Blanc, al terme municipal del poble de Usteriky (Устеріки), i desemboca al riu Prut, prop del poble de Nepolokivtsi (Неполоківці), a l'óblast de Txernivtsí.
    - El Txerémoix Blanc (Бі́лий Чере́мош, Bilyi Txeremoix, 51 km), afluent dret del Txeremoix que també passa per l'óblast veïna de Txernivtsí
    - El Txerémoix Negre (Чо́рний Чере́мош, 87 km), afluent del Txeremoix

### Parcs naturals
- Parc nacional dels Carpats (Карпатський природний національний парк). La seva superfície de 50.495 hectàrees inclou una part dels massissos de les Muntanyes Negres (Чорного́ри) i els Gorgani (Ґорґа́ни), on es troba la muntanya més alta d'Ucraïna, el mont Hoverla (гора́ Гове́рла, 2.061 m), que està emplaçada a la frontera entre l'óblast d'Ivano-Frankivsk i la de Transcarpàcia.

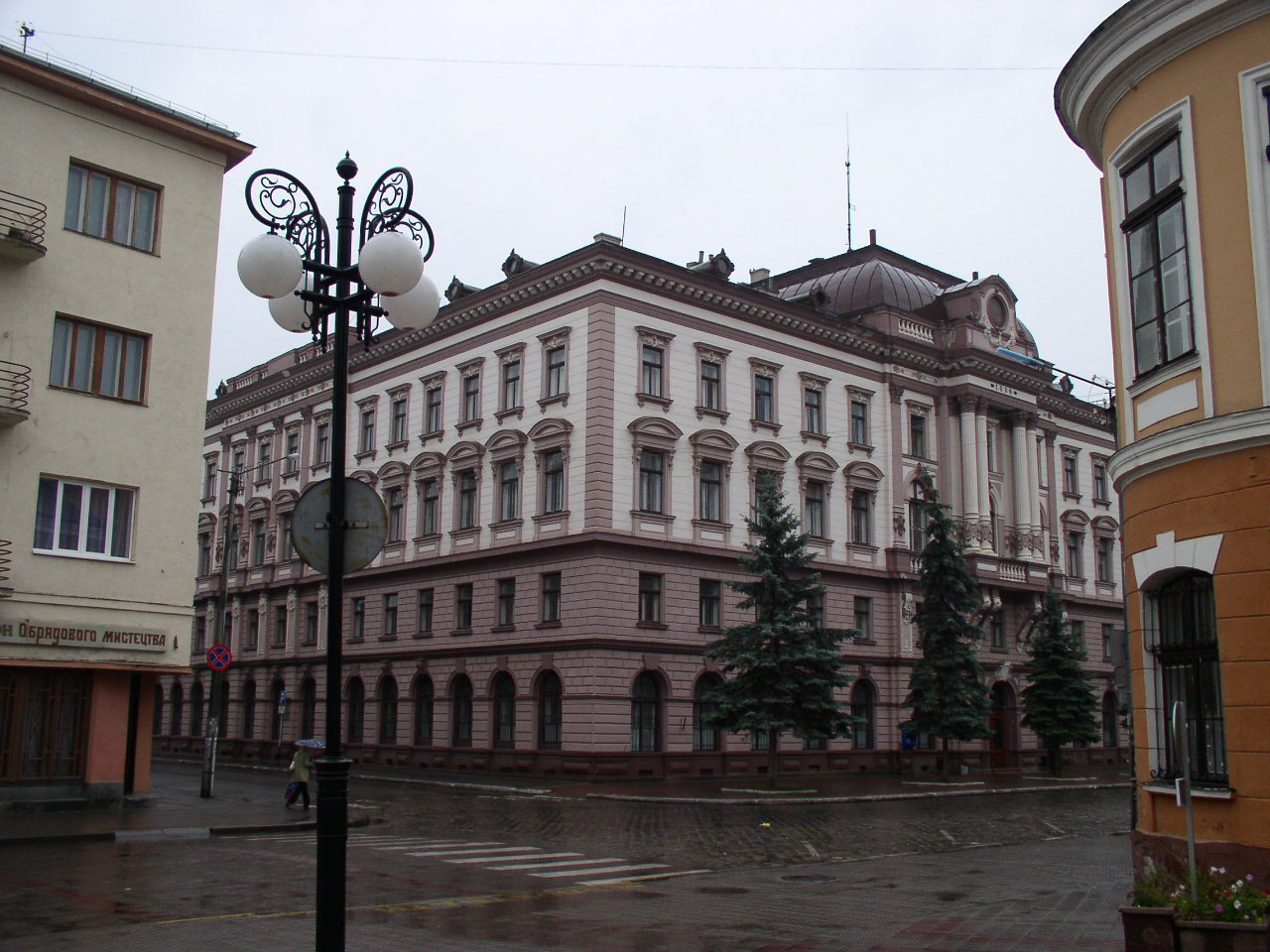
Universitat de medicina d'Ivano-Frankivsk.

### Divisió administrativa
L'óblast d'Ivano-Frankivsk està dividida en 14 raions (sing. район, raion, pl. райо́ни, raion·y, subdivisió administrativa similar a les nostres comarques) i 5 ciutats que no depenen d'un raion sinó directament de l'óblast. Aquestes últimes són les ciutats de Iaremtxe, Bolekhiv, Kaluix, Kolomýia i la capital de l'óblast, Ivano-Frankivsk (abans Stanislàviv) mateixa.
L'óblast té un total de:
- 15 ciutats (sing: мі́сто, misto, plural: мі́ста, mista), 10 de les quals depenen d'un raion;
- 24 "assentaments de tipus urbà" o SMTs (un смт, smt, се́лище місько́го ти́пу, sélysxe miskoho typu, és un municipi amb estatus entre poble i ciutat);
- 745 pobles (село́, seló); i
- 20 llogarrets (се́лище, sélysxe tot sol).

### Principals ciutats
- Ivano-Frankivsk, la capital de l'óblast, abans del 1962, Stanislàviv o Stanislav (Станисла́вів, Станісла́в), reanomenat en honor del poeta ucraïnès Ivan Frankó (nom complet: Іва́н Я́кович Франко́, transcrit: Ivan Iàkovytx Frankó, 1856-1916). És un petit centre cultural del país on s'ha produït l'anomenat "Fenomen de Stanislav", és a dir, d'allí han sortit un nombre inversemblant d'escriptors de calibre nacional i internacional en els últims temps.
- Bolékhiv (Боле́хів), a la riba del Sukill, als Precarpats.
- Burxtýn (ucraïnès: Бурштин; polonès: Bursztyn; jiddisch: בורשטין), emplaçat a la plana d'inundació del riu Hnylà Lypa.
- Hàlytx (ucraïnès: Галич; jiddisch: "העליטש", Helitx o Heilitx; polonès: Halicz; lituà: Halyčas), ciutat que donà nom a la regió històrica de Halytxynà (Galítsia), considerada per molts el cor d'Ucraïna.
- Horodenka (Городе́нка), ciutat a la riba del Iamhoriv (Ямгорів)
- Dolyna (Долина)
- Kàluix (Калуш), al riu Limnytsia (Лімниця)
- Kolomýia (Коломия), coneguda en part pel ball tradicional i el tipus de cançó que l'acompanya, anomenats tots dos kolomyika (коломийка) o kolomyiky (plural: коломи́йки), d'on prové el nom de la ciutat, i que consisteix en unes estrofes de quatre versos, tradicionalment improvisats; i en part per la tècnica tradicional ucraïnesa de pintar els ous, la pýsanka, molt arrelat al lloc, i el museu dedicat a aquesta tècnica.
- Kóssiv (Косів), es troba als peus dels Carpats, a la vall del riu Rýbnystia (Ри́бниця). Part de la regió històrica dels Hutsuls, la Hutsúlsxyna.
- Nadvirna (Надвірна), a la riba del Bystrytsia Nadvirnianska (Bystrytsia de Nadvirna)
- Rohatýn (Рогати́н), particularment conegut com el lloc de naixement de la Roksolana (vegeu a baix sota "personatges").
- Sniatyn (Сня́тин), a la riba del Prut
- Týsmenytsia (Ти́смениця), a la riba del Vorona, conegut centre on es treballa la pell a mà.
- Tlumatx (Тлума́ч), a la vora del riu Tlumatx o Tlumatxyk (Тлумачик)
- Iaremtxe (Яре́мче), a la riba del Prut

## Personatges

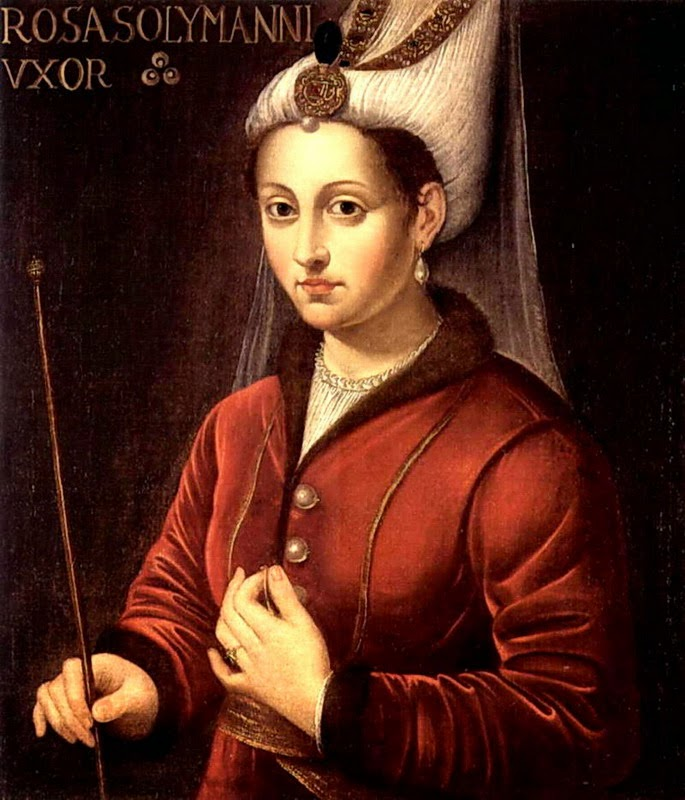
Pintura contemporània de Roksolana, col·lecció de Jak Amran

- Roksolana o Roxelana (Роксола́на, Roksolana; o Анастасі́я Гаври́лівна Лісо́вська, Anastàsia Havrýlivna Lissovska, o possiblement Олекса́ндра, Oleksandra), coneguda com a Hürrem en turc (del persa: خرم - Khurram, "l'alegre") i com a Karima en àrab (كريمة, "la noble"). (Rohatýn, 1510- Istanbul, 1558). Va ser capturada a Rohatýn pels Tàtars de Crimea en una de les seves freqüents incursions i venuda com a esclava, segurament primer a Kaffa, a Crimea. Després va ser portada a Istanbul, on va ser seleccionada per l'harem del Sultà Solimà el Magnífic o el Legislador, de l'Imperi Otomà. Amb el temps va esdevenir el seu preferit o haseki i va arribar a exercir molta influència sobre ell. En un trencament extraordinari amb la tradició, va ser alliberada i es va casar amb el Sultà per esdevenir la seva dona legal. Va portar al món cinc fills, un dels quals heretà l'imperi. És una figura coneguda tant a Turquia com a Occident, on ha inspirat pintures, escultures, simfonies i ballets, com també estudis, obres de teatre i novel·les, moltes en ucraïnès però també en anglès, alemany i francès, com a mínim. A la seva ciutat de naixement, Rohatýn, hi ha un monument al seu honor, i a Mariúpol, a la vora de la mar d'Azov a l'óblast de Donetsk, la comunitat musulmana erigí una mesquita al seu honor el 2007. A Istanbul, hi ha uns banys públics amb el seu nom. Les seves restes mortals es troben al seu mausoleu a Istanbul, junt amb els del sultà.
- Iuri Andrukhòvitx, neix el 1960 a Ivano-Frankivsk, aleshores Stanislav. Poeta, novel·lista, assagista, artista d'accions (performance), traductor, activista cultural i gran patum de la cultura ucraïnesa contemporània.

## Galeria d'imatges

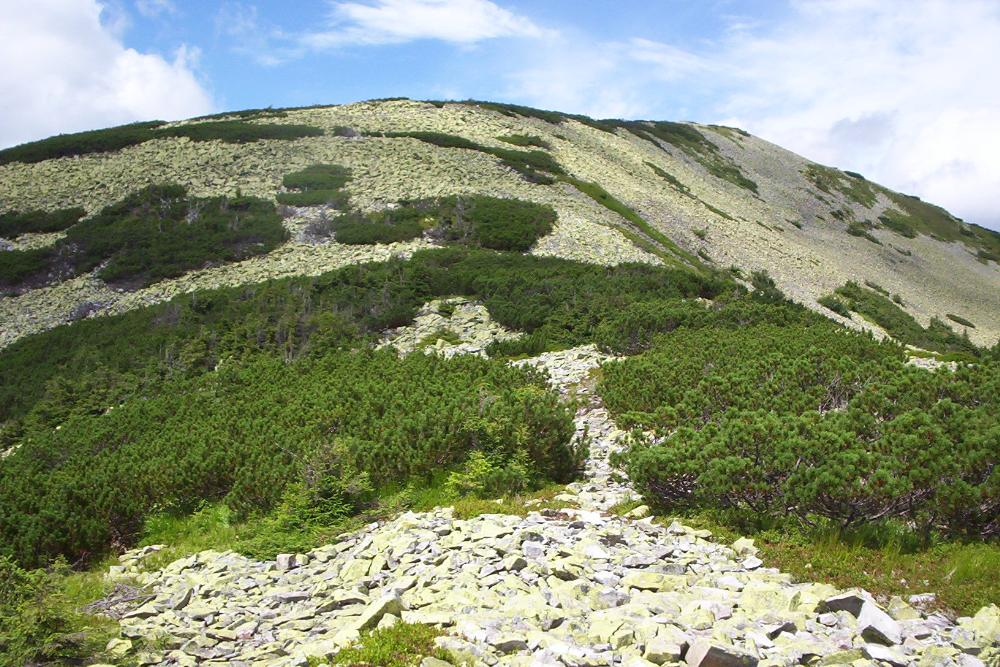
La muntanya Popadia, al massís dels Gorgani, serralada dels Carpats.
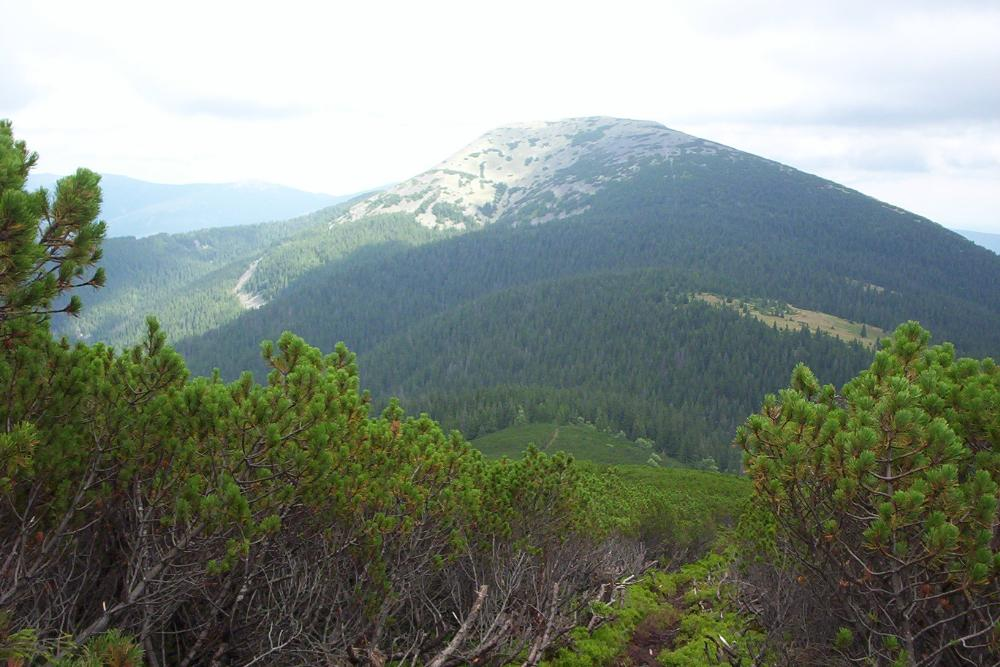
La muntanya Hrofa, al massís dels Gorgani, als Carpats.
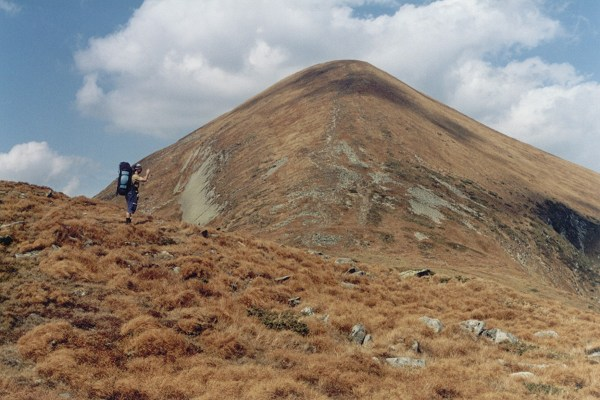
El Mont Hoverla, la muntanya més alta del país, als Gorgani, el setembre.
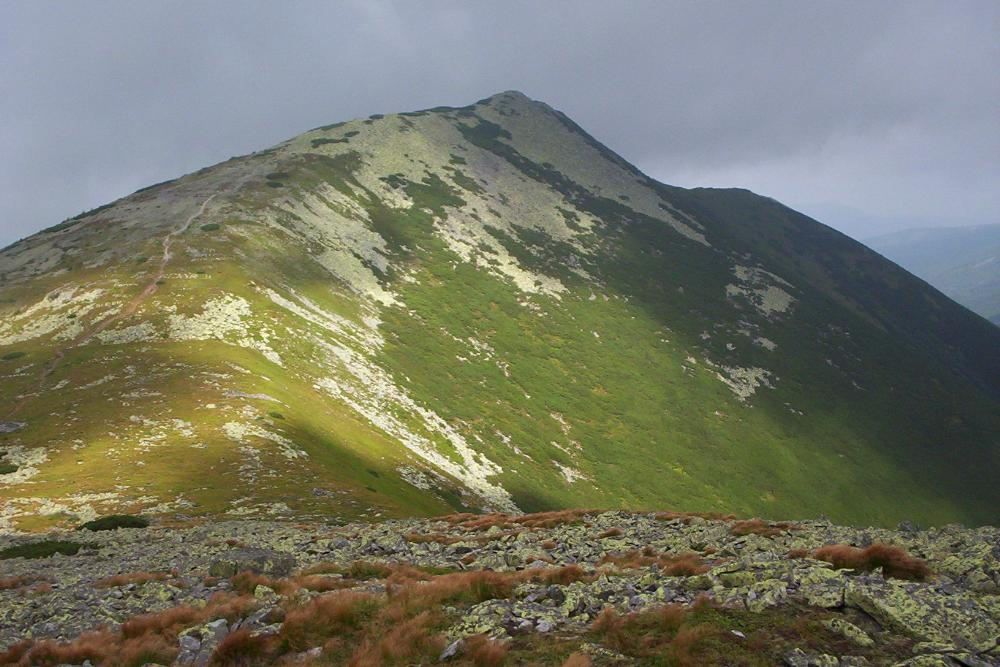
La muntanya de Syvúlia, el cim més alt dels Gorgani, a la frontera entre l'óblast d'Ivano-Frankivsk i la de Transcarpàcia.
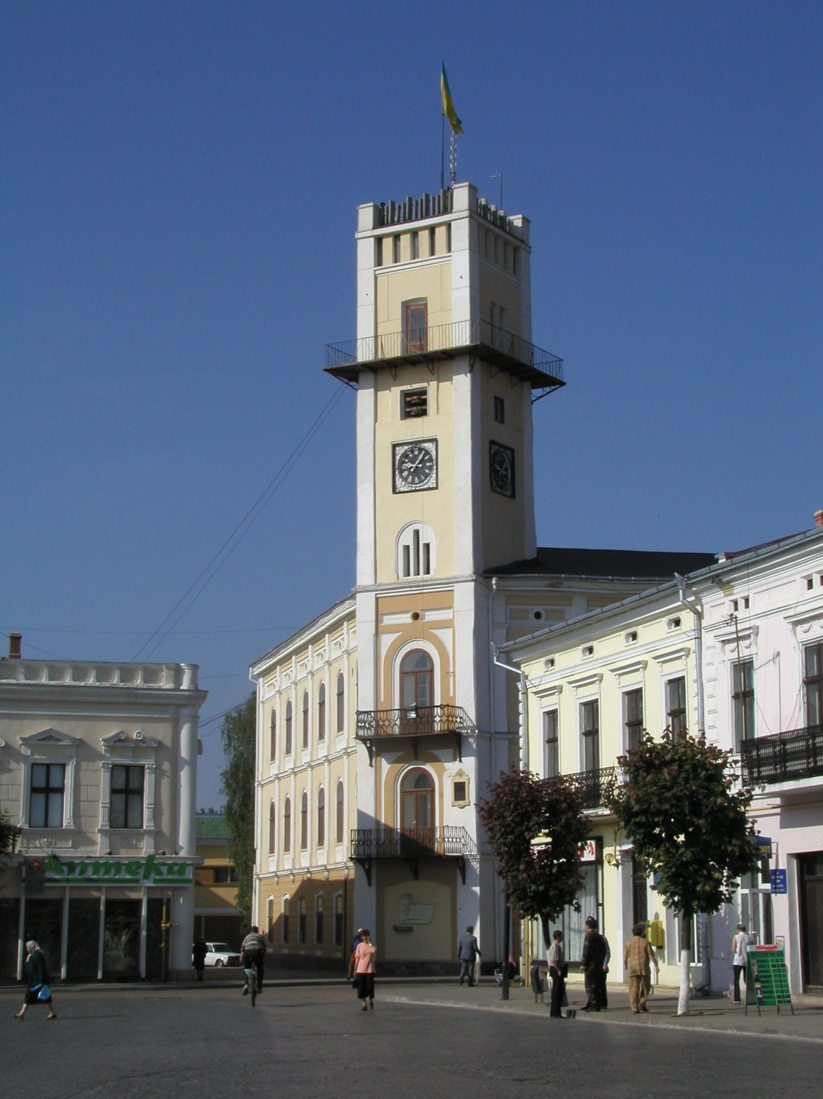
Ajuntament de Kolomýia.
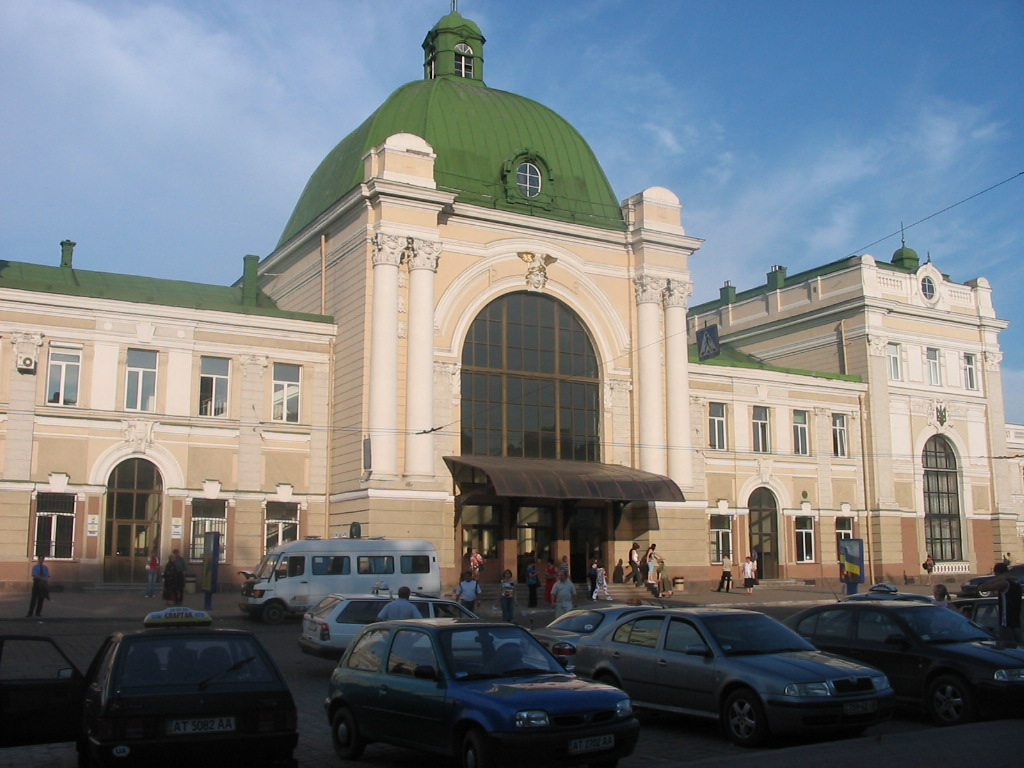
Estació de tren de la ciutat d'Ivano-Frankivsk.
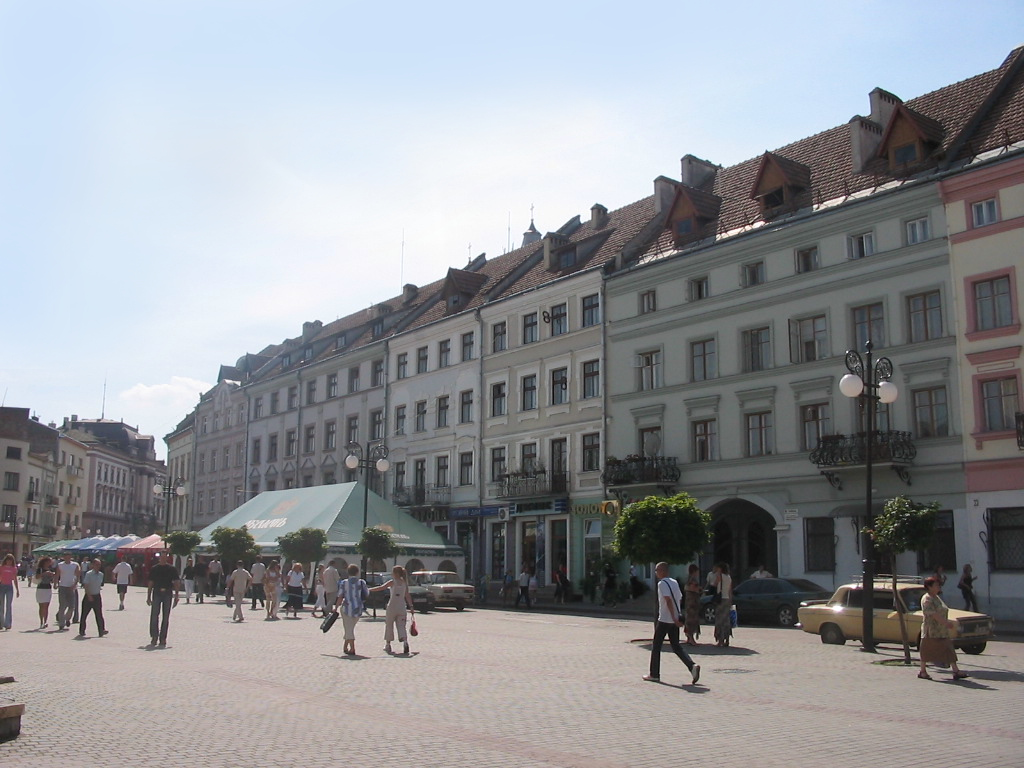
La Plaça del Mercat, una plaça central d'Ivano-Frankivsk.
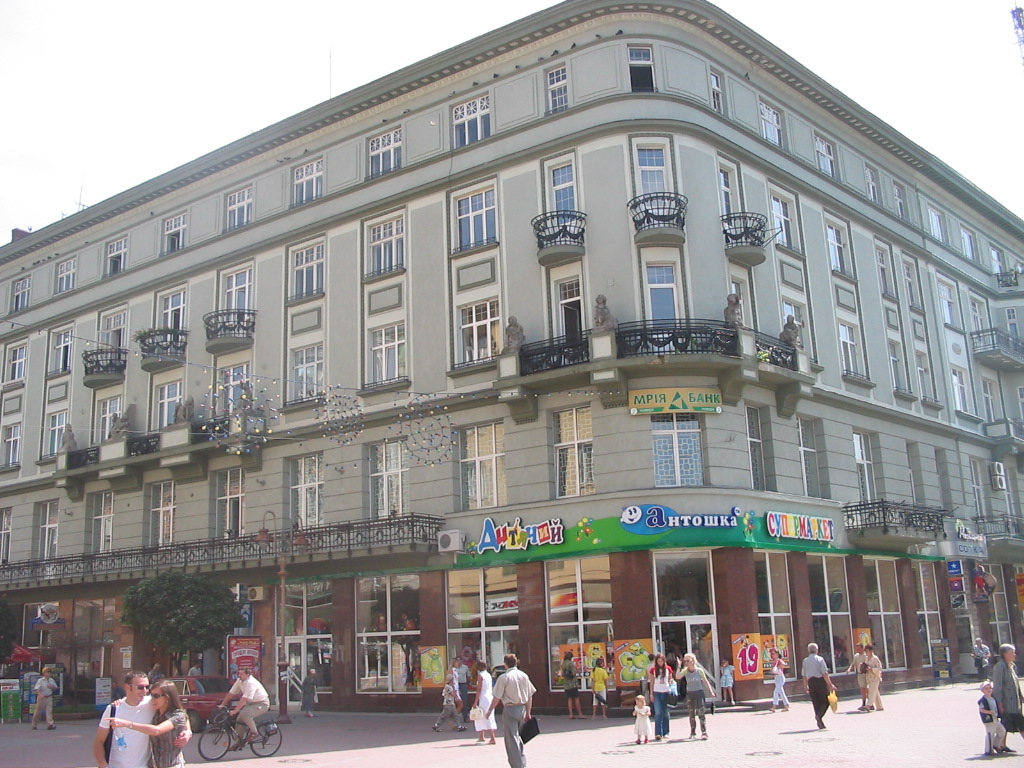
Ivano-Frankivsk, plaça Vitxevyi (Вічевий майдан, Vitxevyi maidan)
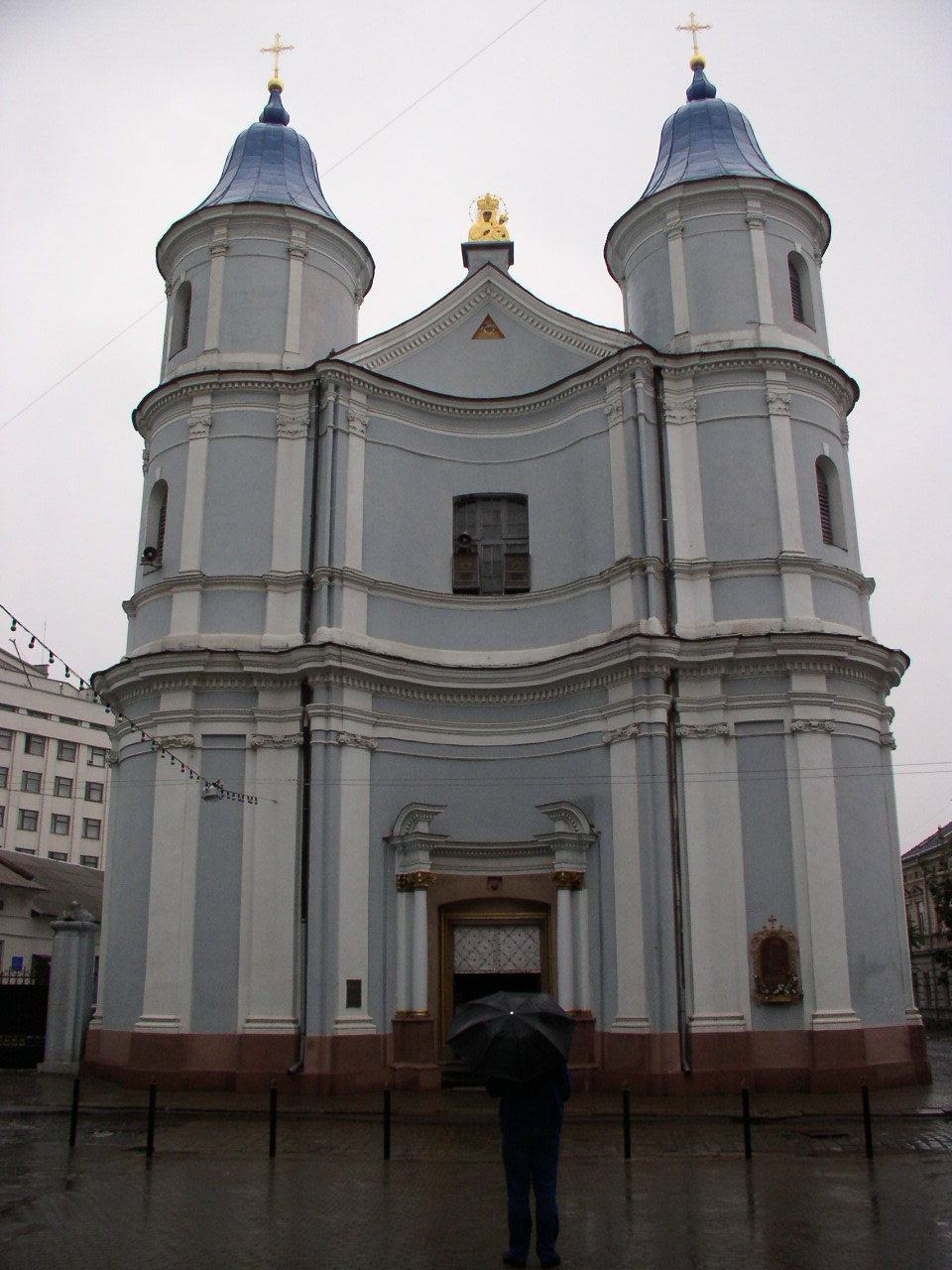
Església armènia a Ivano-Frankivsk
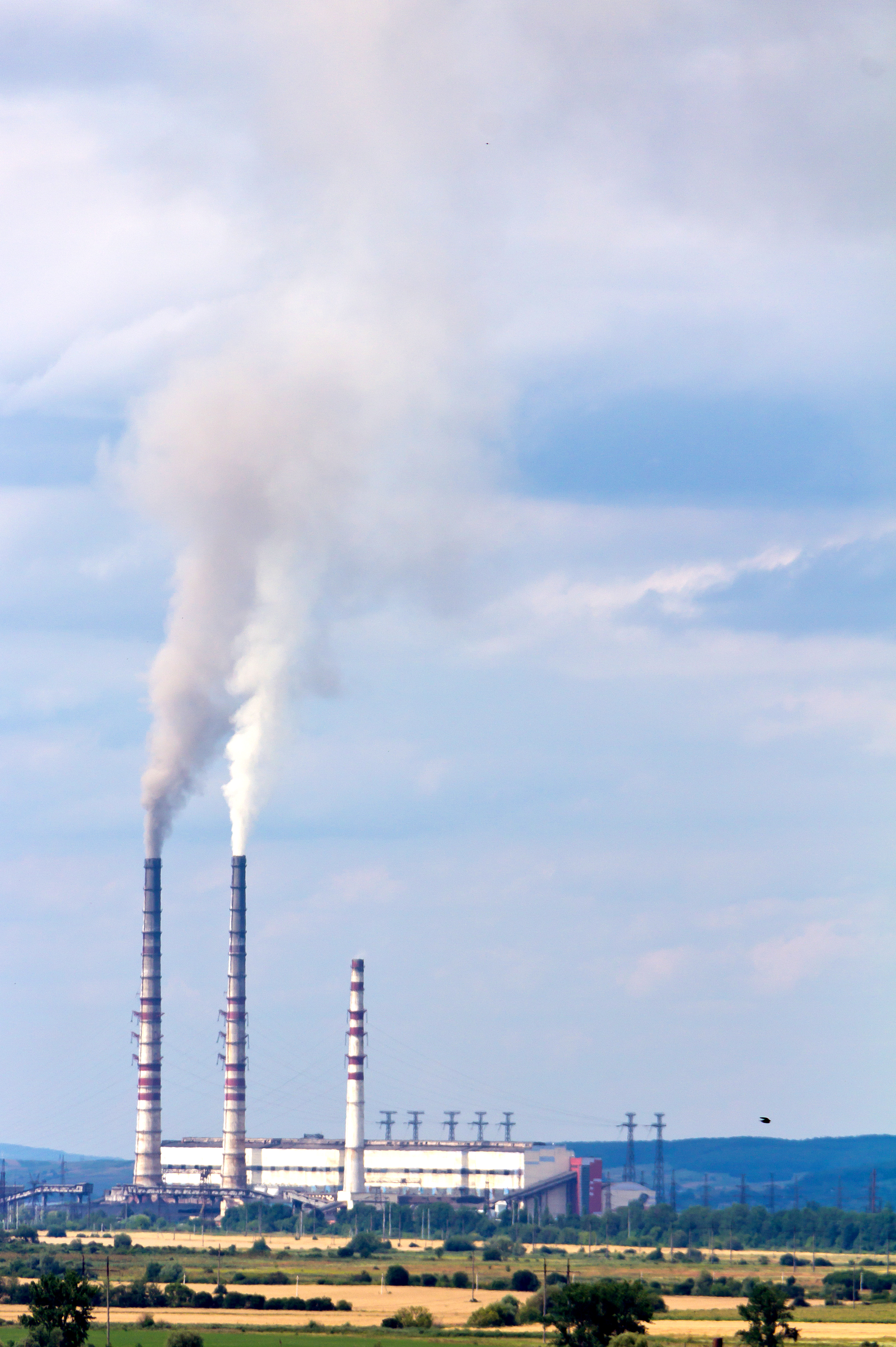
Central tèrmica de Burxtýn sota un cel revoltat
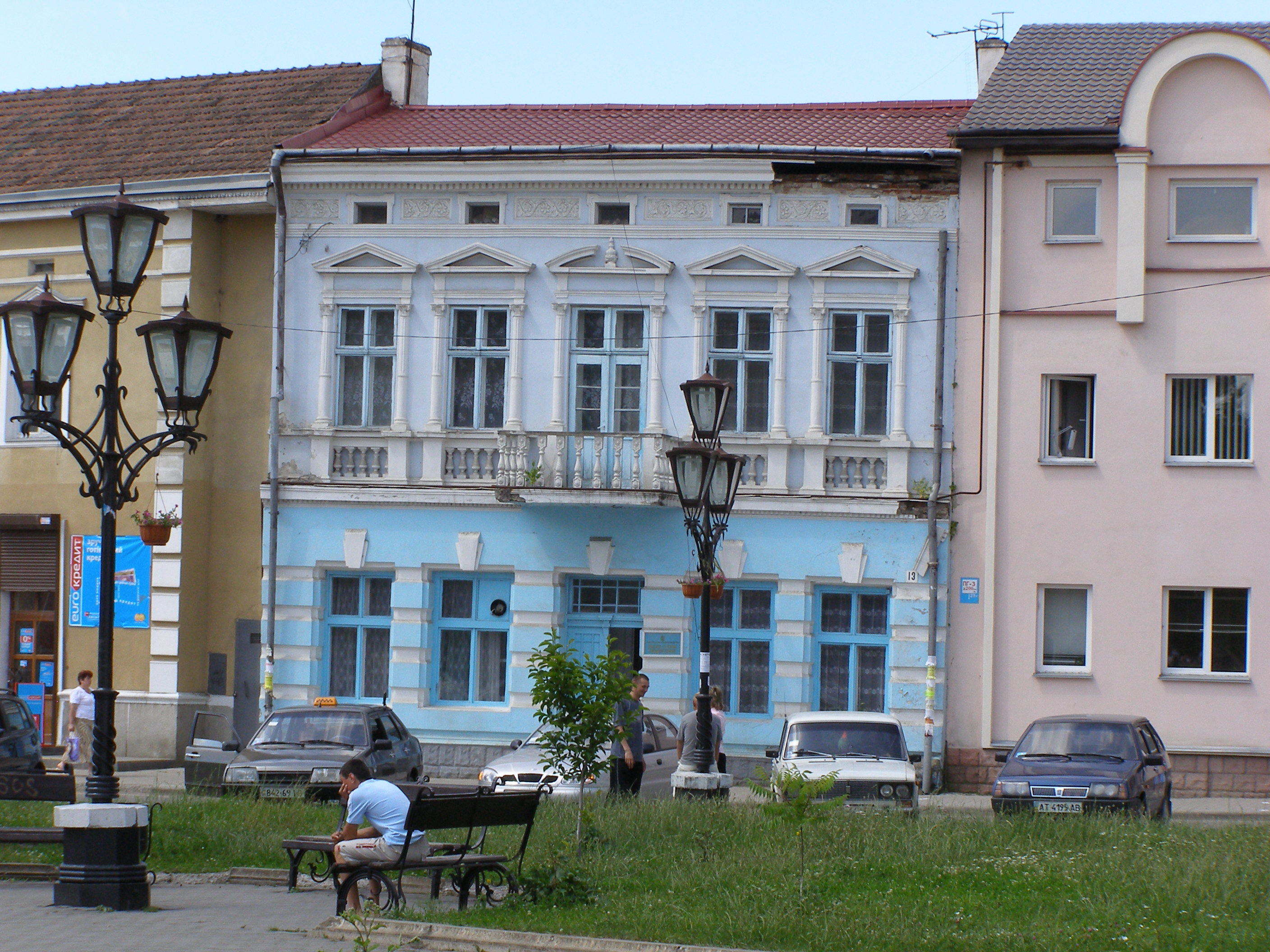
Ciutat de Hàlytx
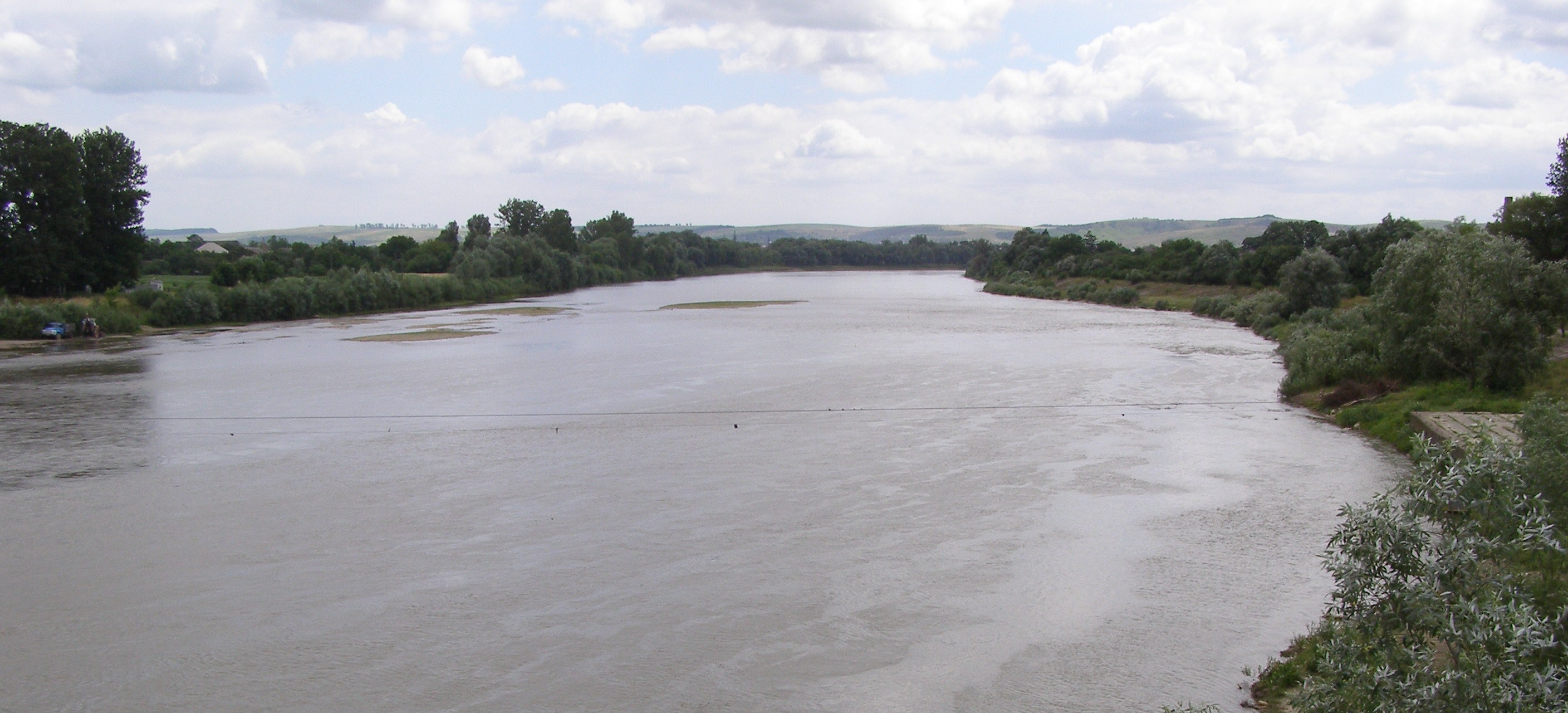
El Dnièster al seu pas per Hàlytx
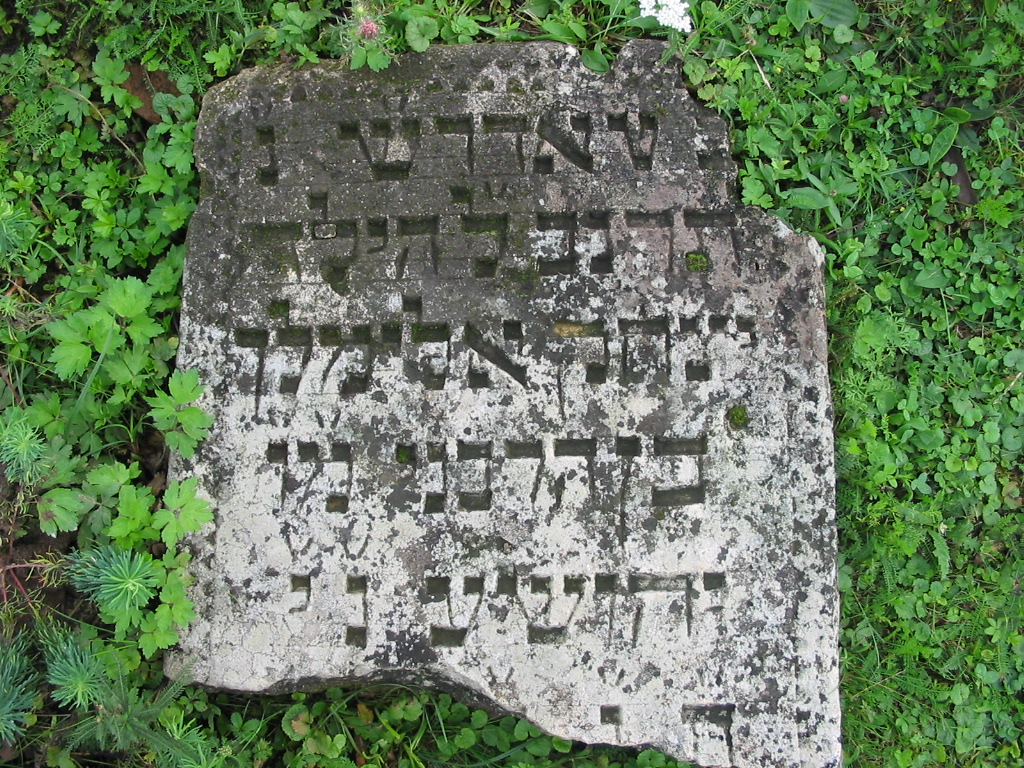
Memorial de l'Holocaust a Rohatýn, al lloc on les forces nazis alemanyes van afusellar uns 3.000 jueus de Rohatýn.
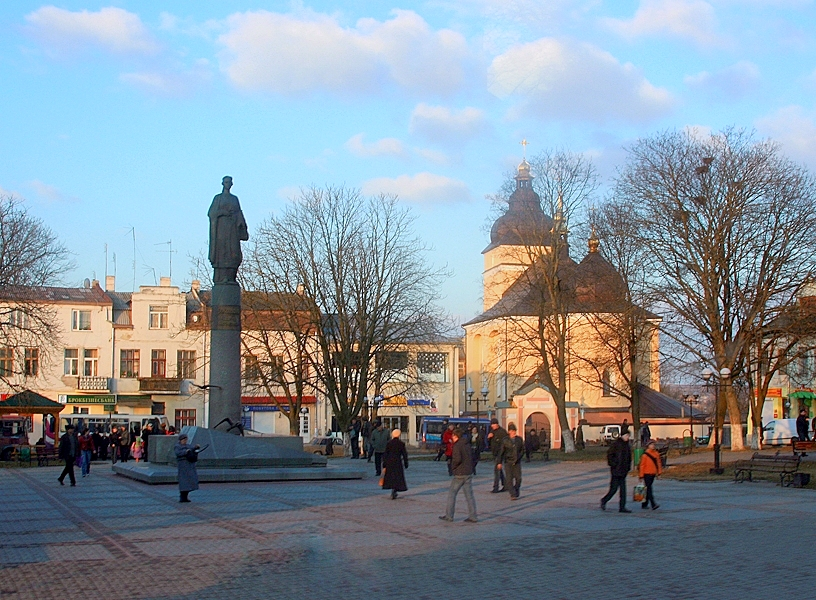
Plaça a Rohatýn amb monument a la Roksolana.
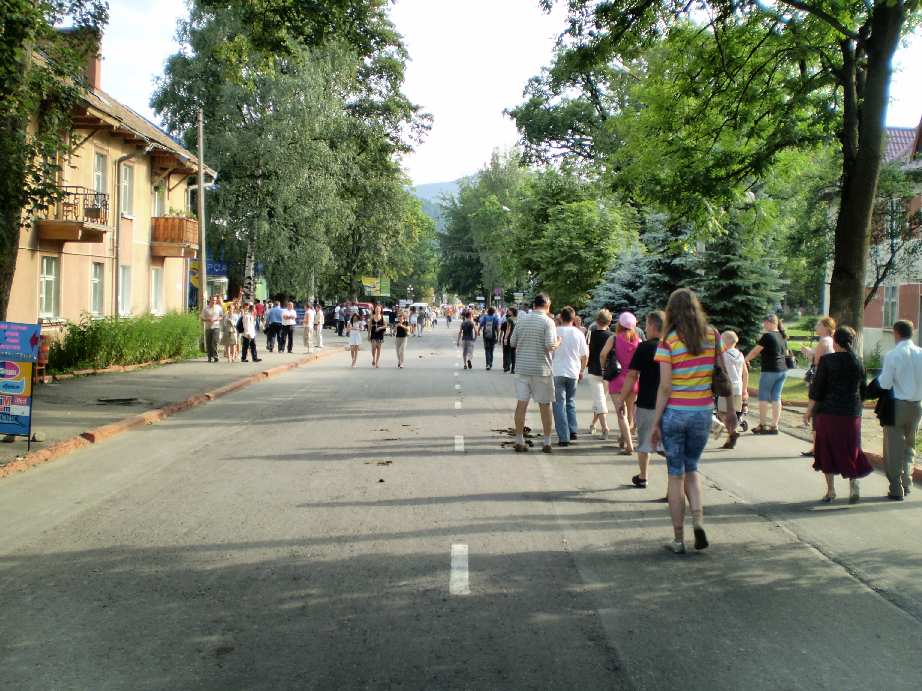
Carrer central de Iaremtxe a l'estiu.
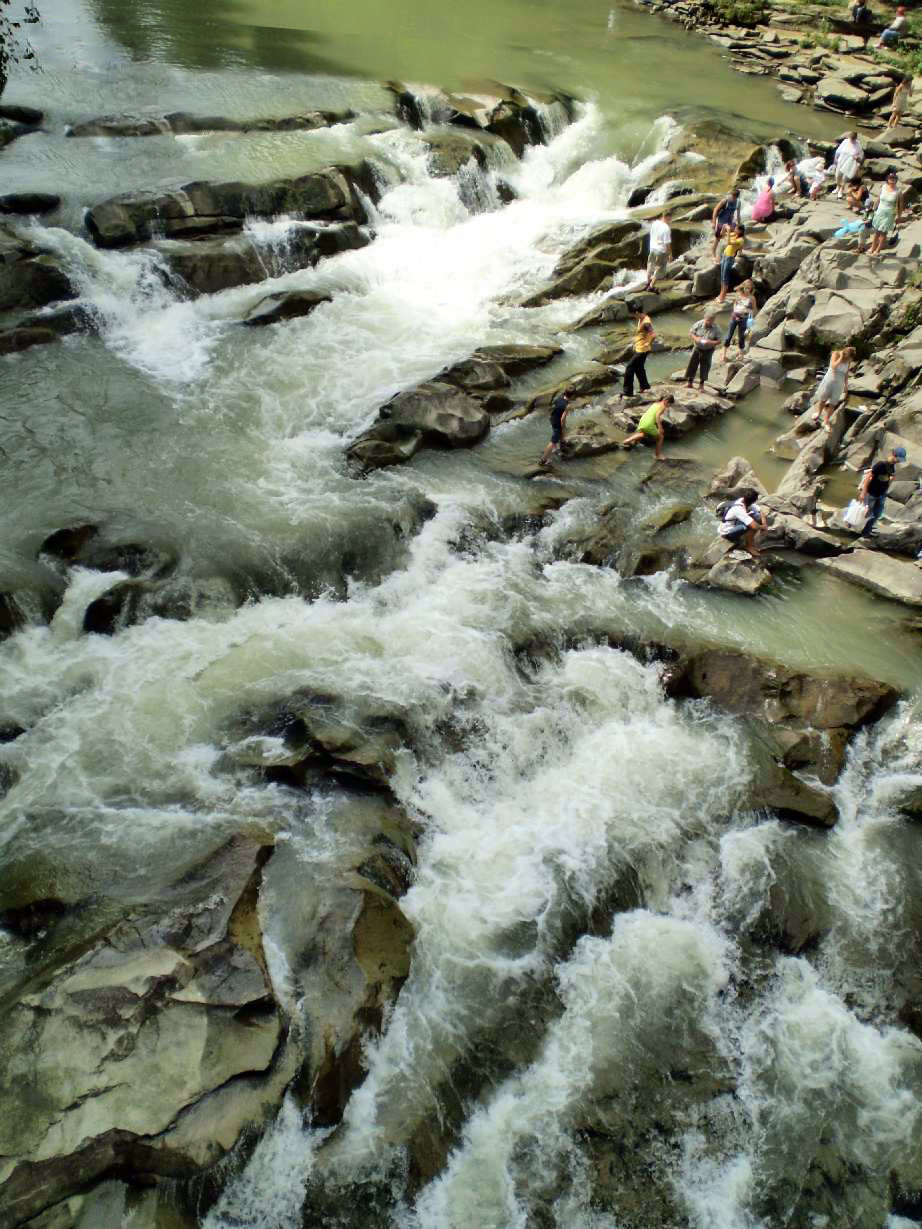
Cascades del Prut al seu pas per Iaremtxe
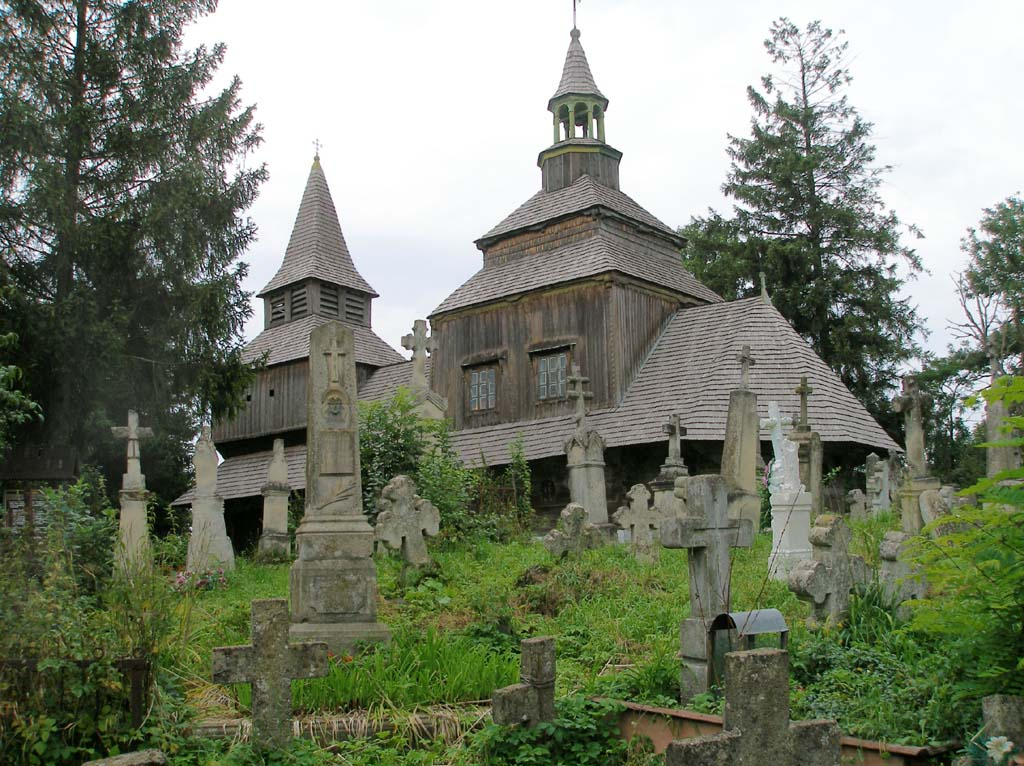
Església de fusta de Rohatýn, segle xvii
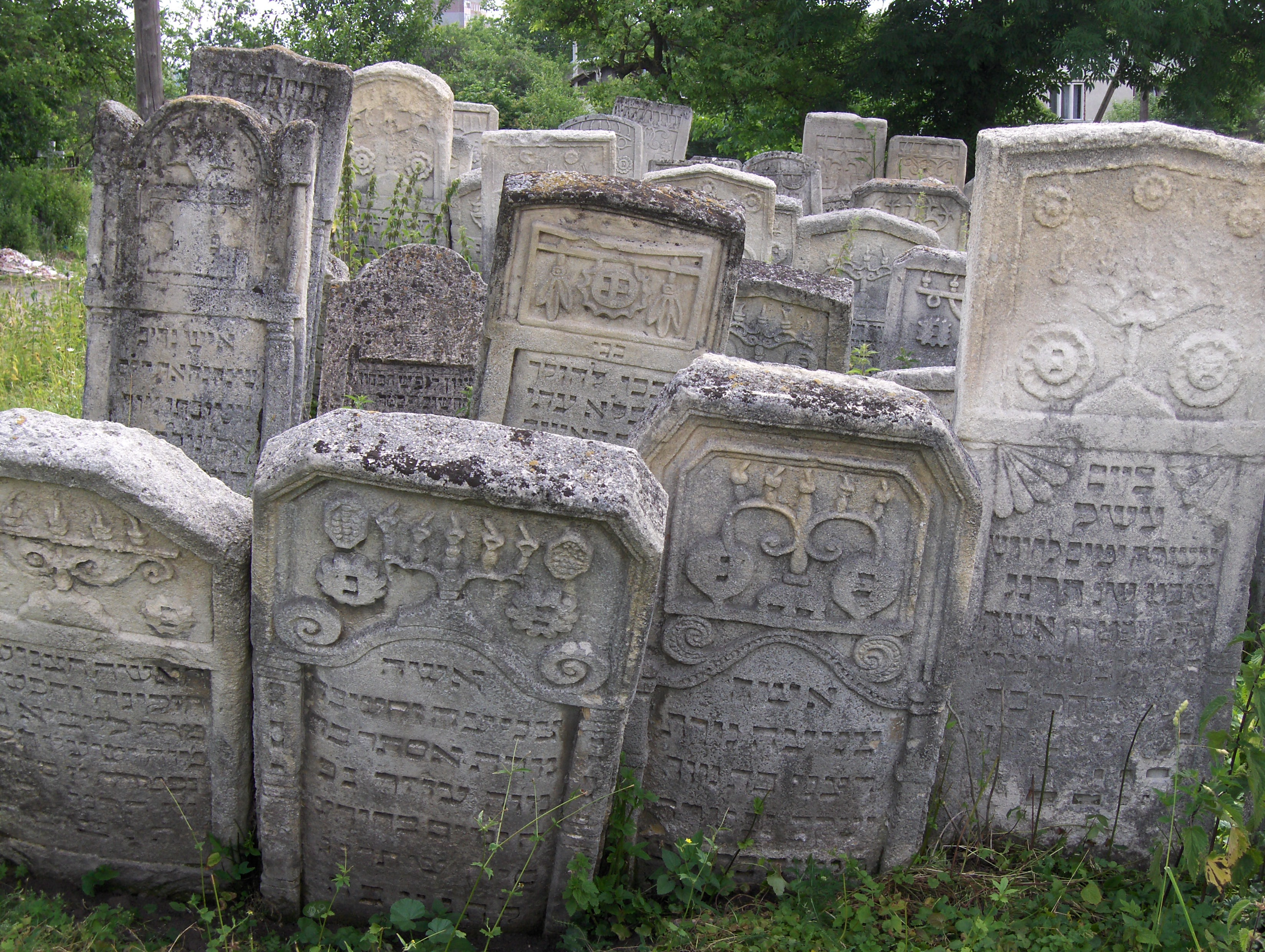
Cementiri jueu a Burxtýn
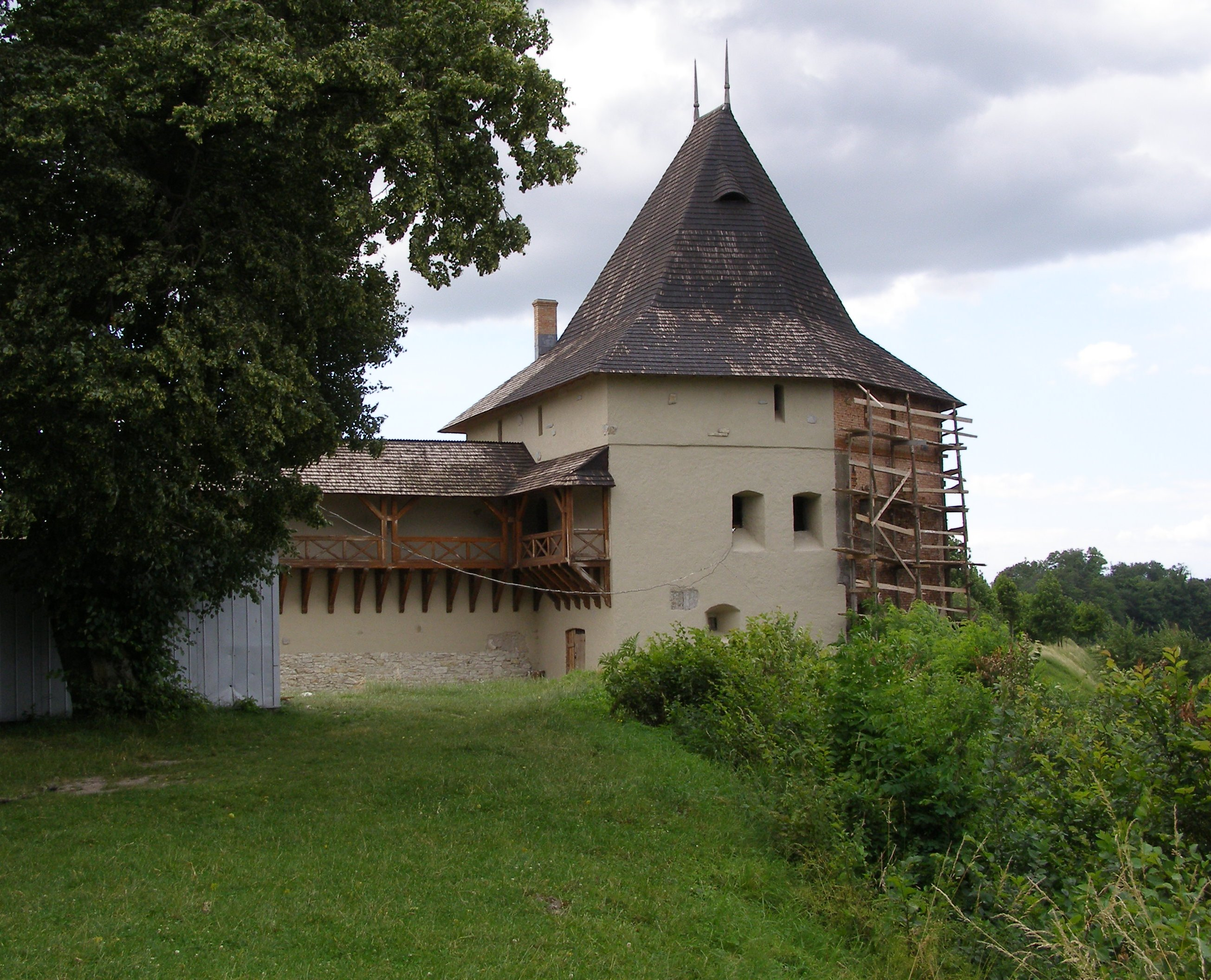
Castell de Hàlytx
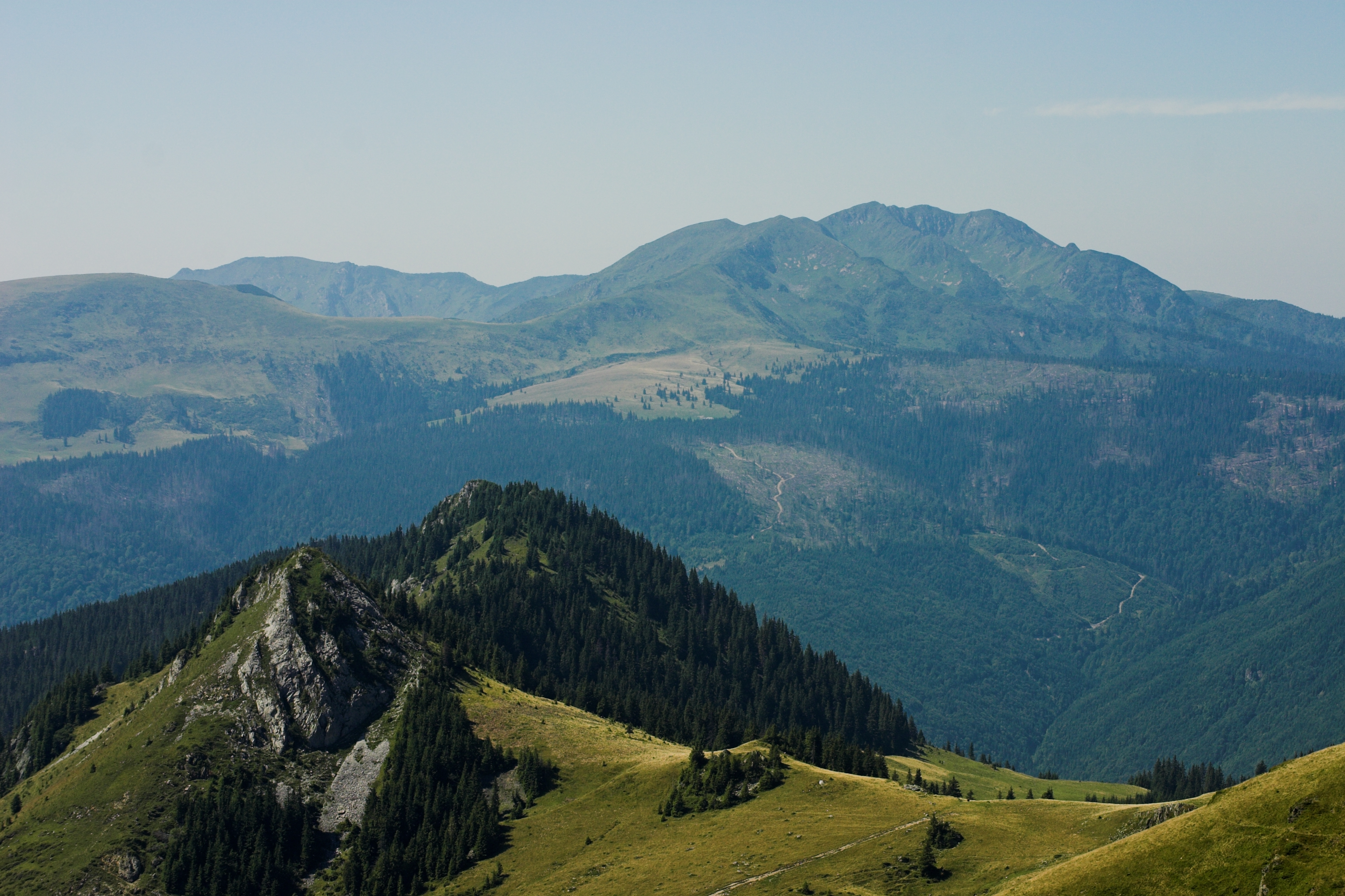
El Pip Ivan Txornohorskyi, a les muntanyes de Txornohory, Carpats, a la frontera entre l'óblast d'Ivano-Frankivsk i la de Transcarpàcia, i no gaire lluny de la frontera amb Romania